# زقزاقينات
زقزاقينات (الاسم العلمي: Charadrioidea) هي فيلق من الطيور يتبع رتبة الزقزاقيات من طائفة الطيور.

## فصائل
- زقزاقية

## أجناس
- زقزاق